# ولادیمیر آئیتوف
ولادیمیر آئیتوف (انگلیسی: Wladimir Aïtoff; ۵ اوت ۱۸۷۹ – ۶ سپتامبر ۱۹۶۳) بازیکن راگبی ۱۵ نفره اهل فرانسه بود.
وی همچنین برندهٔ جوایزی همچون لژیون دونور (شوالیه) شده‌است.